# Петров-Камчатский, Виталий Натанович
Виталий Натанович Петров-Камчатский (10 мая 1936 года, Салтыковка, Московская область, РСФСР, СССР — 4 марта 1993 года, Москва, Россия) — советский и российский художник-график, член-корреспондент Академии художеств СССР (1988).

## Биография
Родился 10 мая 1936 года в пос. Салтыковка (сейчас включен в состав Балашихи) Московской области, жил и работал в Москве, Красноярске.
В 1961 году — окончил МГХИ им. Сурикова, класс М. В. Маторина, Н. А. Пономарёва, М. М. Черемных.
После окончания института вел педагогическую деятельность: Смоленский государственный педагогический институт имени К. Маркса (1961—1964), Московский текстильный институт (1966—1978), МГХИ им. Сурикова (1981—1988), с 1989 по 1993 годы — ректор Красноярского художественного института.
С 1989 по 1993 годы — руководитель Творческой мастерской графики Академии художеств в Красноярске.
В 1988 году — избран членом-корреспондентом Академии художеств СССР.
В 1990 году — присвоено учёное звание профессора.
С 1963 года — член Союза художников СССР.
Виталий Натанович Петров-Камчатский умер 4 марта 1993 года в Москве.

### Семья
- Жена (первый брак) — искусствовед Галина Подбересская.
- Сын (от первого брака) — российский художник, академик Российской академии художеств (2009) К. В. Петров (род. 1964).
- жена — художница Мария Афанасьевна Рахлеева.
- дочери — Вера, Полина.

## Творческая деятельность
Основные произведения: серии «Камчатка», «Белая Чукотка» (обе — с 1960-х гг., кар., акварель, гуашь, линогравюра, литография, темпера, масло); станковая графика — серия «Города и море» (1976-77); акварель — «Перевал Сухуми» (1950), «Николаев» (1954), «В окрестностях Сухуми» (1955), «Трамвай. Морозный вечер» (1956), «Утро на стройке», «Сопка», «Экскаватор», «Улочка в Бухаре», «Строительство», «Ворота Самарканда» (все — 1958), «По Волге», «Баку» (оба — 1967), «Печёрская тайга» (1968); линогравюра — серии «Смоленщина» (1963-64), «Заставы Москвы» (1964); иллюстрации и оформление книг «Белые снега» (М., 1980), «Конец вечной мерзлоты» (М., 1982) и «Сон в начале тумана» (М., 1986) Ю. С. Рытхэу, «У истока» В. М. Санги (М., 1981), «Жизнь Имтеургина-старшего» Тэки Одулок (М., 1983).

## Награды
- «Заслуженный деятель искусств Российской Федерации» (27 августа 1992) - за заслуги в области искуссва[1]